# Jamaica en los Juegos Olímpicos de Londres 1948
Jamaica estuvo representada en los Juegos Olímpicos de Londres 1948 por un total de 13 deportistas que compitieron en 3 deportes.  

## Medallistas
El equipo olímpico jamaicano obtuvo las siguientes medallas:
| Nombre           | Deporte   | Competición |
| ---------------- | --------- | ----------- |
| Oro              |           |             |
| Arthur Wint      | Atletismo | 400 m M     |
| Plata            |           |             |
| Herbert McKenley | Atletismo | 400 m M     |
| Arthur Wint      | Atletismo | 800 m M     |
| Bronce           |           |             |
| —                |           |             |